# Leptacris
Leptacris is een geslacht van rechtvleugeligen uit de familie veldsprinkhanen (Acrididae). De wetenschappelijke naam van dit geslacht is voor het eerst geldig gepubliceerd in 1870 door Walker.

## Soorten
Het geslacht Leptacris omvat de volgende soorten:
- Leptacris filiformis Walker, 1870
- Leptacris javanica Willemse, 1955
- Leptacris kraussi Bolívar, 1890
- Leptacris liyang Tsai, 1929
- Leptacris maxima Karny, 1907
- Leptacris monteiroi Bolívar, 1890
- Leptacris taeniata Stål, 1873